# Tomorrow's Love
Tomorrow's Love è un film muto del 1925 diretto da Paul Bern. La sceneggiatura si basa su Interlocutory di Charles Brackett, un racconto pubblicato su The Saturday Evening Post il 15 marzo 1924.

## Trama
Judith e Robert si sposano e per qualche tempo lei crede di aver realizzato con quel matrimonio felice tutti i suoi sogni. Ma, presto, comincia a trovare fastidiose tutta una serie di piccole cose che la disturbano. Robert, ad esempio, pur se sente freddo, lascia spalancate le finestre. Oppure guida una macchina scoperta anche se piove. Un giorno, mentre è in auto durante un acquazzone, la macchina si rompe: viene soccorso da Bess, una sua vecchia fiamma che lo porta a casa sua per fargli asciugare i vestiti. Dopo un bagno caldo, lei gli offre da bere e i due si mettono a ballare. Vengono sorpresi in questo atteggiamento da Judith, che pensa subito al peggio. Robert, indispettito per le rimostranze della moglie, testardamente si rifiuta di spiegare la situazione e lei, sentendosi tradita, chiede il divorzio. Poi se ne parte per l'Europa. Robert, per ripicca, si fidanza con Bess e lascia che lei organizzi le nozze.
Intanto Judith si rende conto di amare ancora Robert. Per fermare il matrimonio, deve far ritorno subito negli Stati Uniti prima che sia troppo tardi: con un viaggio frenetico, in auto e in nave, arriva proprio all'ultimo momento, riuscendo a bloccare la cerimonia. Happy end con i due coniugi riconciliati e felici.

## Produzione
Il film fu prodotto dalla Famous Players-Lasky Corporation.

## Distribuzione
Il copyright del film, richiesto dalla Famous Players-Lasky Corp., fu registrato il 9 gennaio 1925 con il numero LP20985
Distribuito dalla Paramount Pictures, il film - presentato da Jesse L. Lasky e da Adolph Zukor - uscì nelle sale cinematografiche USA il 5 gennaio 1925 dopo essere stato proiettato a New York il 4 gennaio. In Finlandia, venne distribuito il 17 aprile 1927.
Non si conoscono copie ancora esistenti della pellicola che viene considerata presumibilmente perduta.